# Triumph Model N-serie
De Triumph Model N-serie was een serie 500cc-motorfietsen die het Britse merk Triumph produceerde van 1927 tot 1929. Het was het vervolg op Model P, dat Triumph van een financieel fiasco had gered omdat het zeer goedkoop in de markt was gezet.

## Voorgeschiedenis
Triumph had in 1915 haar ontwerper Charles Hathaway verloren toen hij plotseling overleed. Hathaway had nog wel het 550cc-Triumph Model H ontwikkeld, dat tijdens de Eerste Wereldoorlog het merk Triumph hielp te overleven doordat er ongeveer 30.000 exemplaren werden verkocht aan de geallieerde legers. Na de oorlog kon Triumph nog even verder door ex-militaire motorfietsen terug te kopen, op te knappen en weer te verkopen en door het Model H van volledige kettingaandrijving te voorzien waardoor het Model SD ontstond. Men bracht de sportieve Triumph Ricardo-serie uit in samenwerking met Frank Halford en Harry Ricardo, maar het lichte Model LS flopte omdat het was ontwikkeld door de auto-ontwerper Frank Parnell. Vooral het rijwielgedeelte van dit model kreeg veel kritiek en het werd nauwelijks verkocht. Daar kwam nog bij dat de Triumph Ricardo-motor ook veel te sterk was voor zijn frame en weinig succes had. In 1925 verkeerde Triumph in grote financiële problemen.

### Model P
Met het Model P maakte Triumph een vlucht naar voren. Met uitzondering van de kleinere cilinderinhoud week het nauwelijks af van het Model SD, maar het werd verkocht voor 42 pond, 17 shilling en 6 pence. Het Model SD kostte bijna het dubbele: 83 pond, maar ook machines van concurrenten waren veel duurder en een aantal kleine producenten overleefden de aanval van Triumph niet. De productie steeg al snel tot 1.000 machines per week en uiteindelijk, samen met de vrijwel identieke opvolgers Model N en NP, waren er 55.000 machines geleverd. Het Model P kende wat kritiekpunten. Met name de koppeling, de wat zwakke voorvork en de trommelrem in het voorwiel waren zwakke punten, maar er was niet echt bezuinigd op de constructie. Waar men dat kon verwachten waren onderdelen vernikkeld en de machine had een bagagerek, een voor- en een achterstandaard en een tasje met boordgereedschap. Het Model P stond van 1925 tot 1927 in de catalogus, maar in 1927 werden de machines alleen op de Britse markt verkocht. De machine was met zijn lage prijs populair voor woon-werkverkeer maar ook als zijspantrekker.
Het Model P was in 1927 aan een aantal vernieuwingen toe. Het had al een (slechte) trommelrem in het voorwiel, maar achter zat nog de poelie voor de dummy belt rim brake. Het total loss-smeersysteem werkte nog met een handpompje, waar de berijder elke 10 mijl een klap op moest geven om de motor te smeren. Bovendien waren er klachten over de koppeling en de Druid-parallellogramvork.

## Modellen N en NP
In 1927 verscheen het Model N. In feite was dit de verbeterde versie van het Model P, waarbij de problemen met de koppeling waren opgelost en dat bovendien was voorzien van een trommelrem in het achterwiel én de mechanische oliepomp in het carter. Voor klanten die het systeem niet vertrouwden bleef de handpomp op de tank. Met de handpomp kon het carter ook makkelijk worden volgepompt als de olie was afgetapt. De smering was nog steeds total loss. Bovendien was het frame verbeterd en was de voorvork vervangen door een Webbvork met een enkele centrale veer. Door de toepassing van staalgordelbanden kon een lagere bandenspanning worden gebruikt, wat de ritten comfortabeler maakte. In 1928 werd de machine nauwelijks gewijzigd, maar de naam veranderde in Model NP.

### Motor
De motor was een dwarsgeplaatste staande eencilinderzijklepmotor. De kleppen zaten aan de rechterkant van het motorblok en het nokkenwiel dreef via een kettinkje ook de ontstekingsmagneet aan. De brandstofvoorziening geschiedde met de door Triumph zelf ontwikkelde twin barrel-carburateur. De machine werd gesmeerd door een total loss-smeersysteem waarvan de olie in een apart compartiment van de tank zat, maar nu met een mechanische oliepomp in het carter.

### Transmissie
Aan de linkerkant van de krukas zat de primaire ketting die de koppeling en de versnellingsbak aandreef. De schroefveer-transmissiedemper zat op het uiteinde van de krukas. De versnellingsbak was bevestigd met vier bouten met sleufgaten, zodat hij kon worden verschoven om de primaire ketting te spannen. Op de versnellingsbak zat de kickstarter. De schakelpook zat rechts, niet naast de tank, maar met een goedkopere constructie aan de rechter framebuis. De secundaire aandrijving verliep via een lange ketting onder een klein kettingschermpje.

### Rijwielgedeelte
Het rijwielgedeelte was het gebruikelijke open brugframe met de motor als dragend deel. De voorvering werd verzorgd door een Webbvork, achtervering was er niet. Voor en achter zaten nu trommelremmen.

## Modellen N De Luxe en NL
Over de naam van het Model N De Luxe kan verwarring ontstaan, omdat in advertenties voor het Model N uit 1927 ook de benaming "de Luxe" werd toegevoegd. Dat stopte toen in 1928 het echte Model L De Luxe verscheen. Triumph had sinds de dood van Charles Hathaway in 1915 geen echte motorfietsspecialist meer in dienst, maar met het Model N De Luxe moesten er voor het eerst echt grote moderniseringen plaatsvinden. De flattank moest vervangen worden door een zadeltank met alleen benzine. Daarom moest er een aparte olietank onder het zadel worden geplaatst. De handpomp kon ook niet meer worden gebruikt. Daarom kwam er een hakbediend pedaaltje aan de linkerkant om via een bowdenkabel olie naar de motor te pompen (niet echt nodig omdat de motor al een mechanische oliepomp in het carter had). Nog steeds was de smering "total loss". De compressieverhouding werd verhoogd naar 4,5:1 en de bougie werd boven de inlaatklep geplaatst om te profiteren van de koeling van het binnenkomende mengsel. Het frame moest ook helemaal opnieuw worden ontworpen. Het was veel lager dan de oude frames en daardoor zat de bestuurder ook lager. Ook het oude kleurenschema (French Grey met Brunswick Green-tankpanelen) werd veranderd. Er kwam een zwarte tank met lichtblauwe flanken. De tamelijk smalle tank werd in april 1928 vervangen door een wat meer bolvormig exemplaar en in oktober 1928 werd de naam van dit model veranderd in Model NL.

## Einde productie
In 1929 eindigde de productie van de N-modellen. In 1928 waren er van het Model N en NL ongeveer 5.300 exemplaren verkocht, maar in 1929 minder dan 100. Dat kwam omdat deze modellen met hun ouderwetse total loss-smeersysteem overschaduwd werden door de nieuwe modellen (zoals het Model CN) met volledige druksmering.

## Afbeeldingen

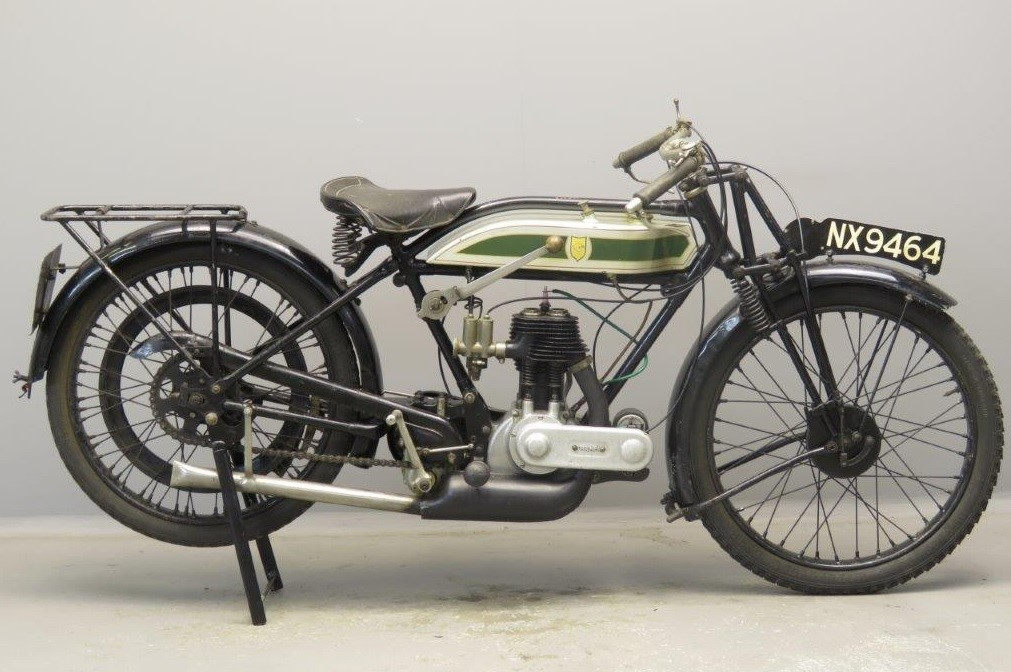
De voorganger: Triumph Model P, nog met de dummy belt rim brake in het achterwiel.
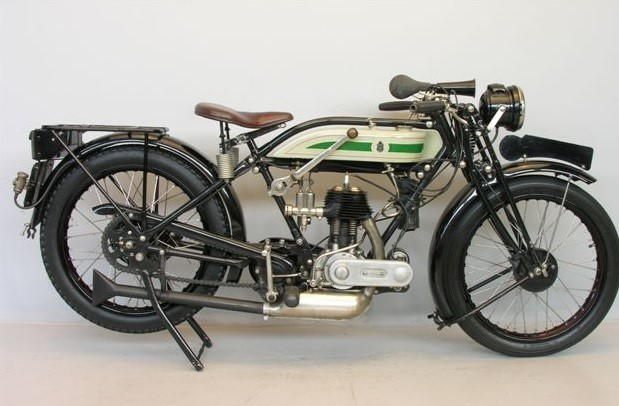
Model N uit 1927
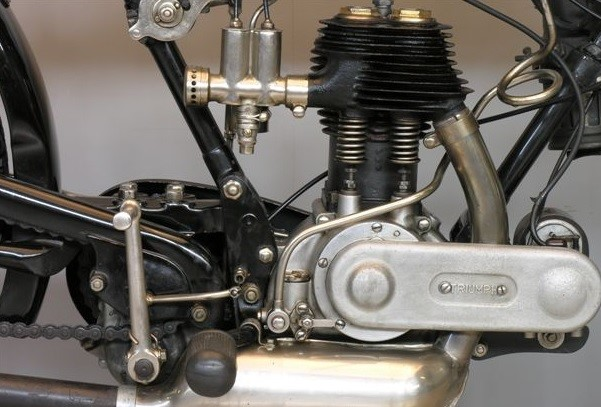
De rechterkant van het blok met de kleppen, de aandrijving van de ontstekingsmagneet en de twin barrel-carburateur
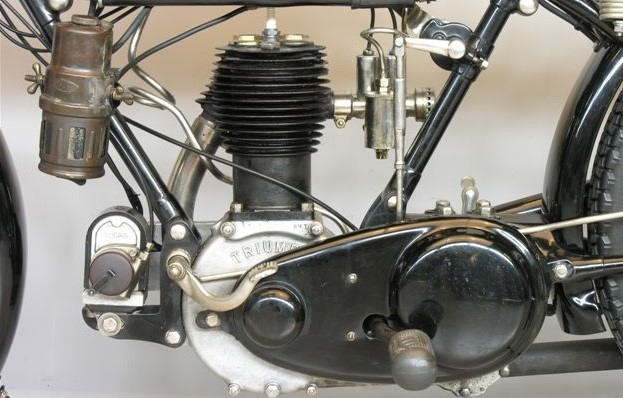
De linkerkant van het blok met op het krukasuiteinde de "bult" van de transmissiedemper en aan de voorkant de ontstekingsmagneet.
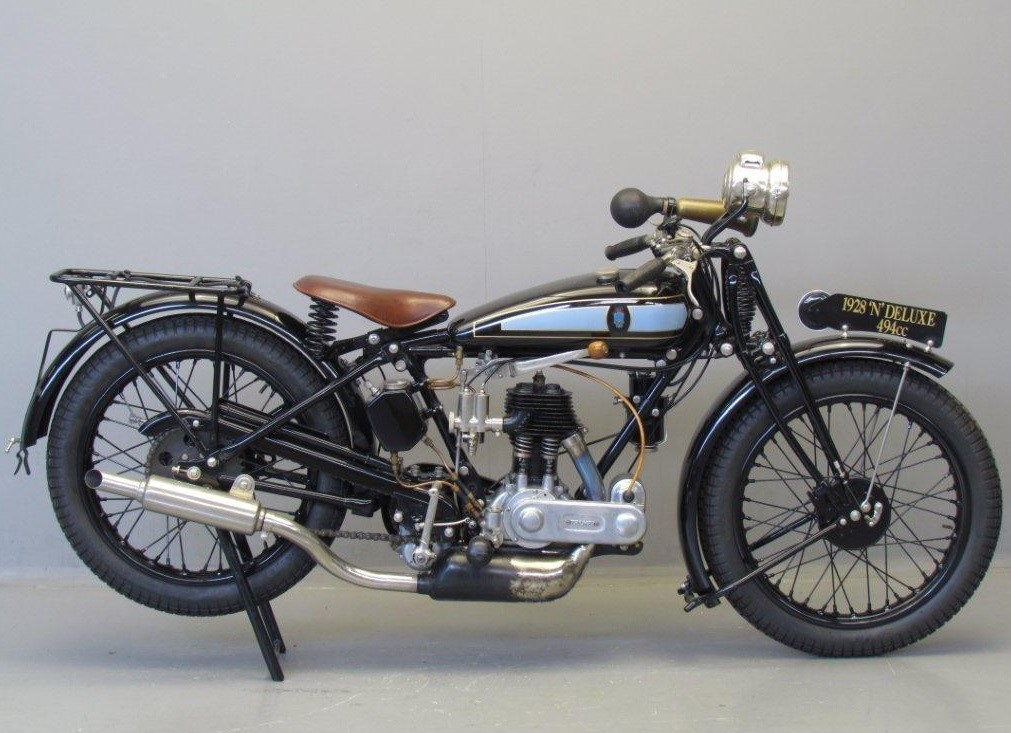
Het Model N De Luxe kreeg een zadeltank...
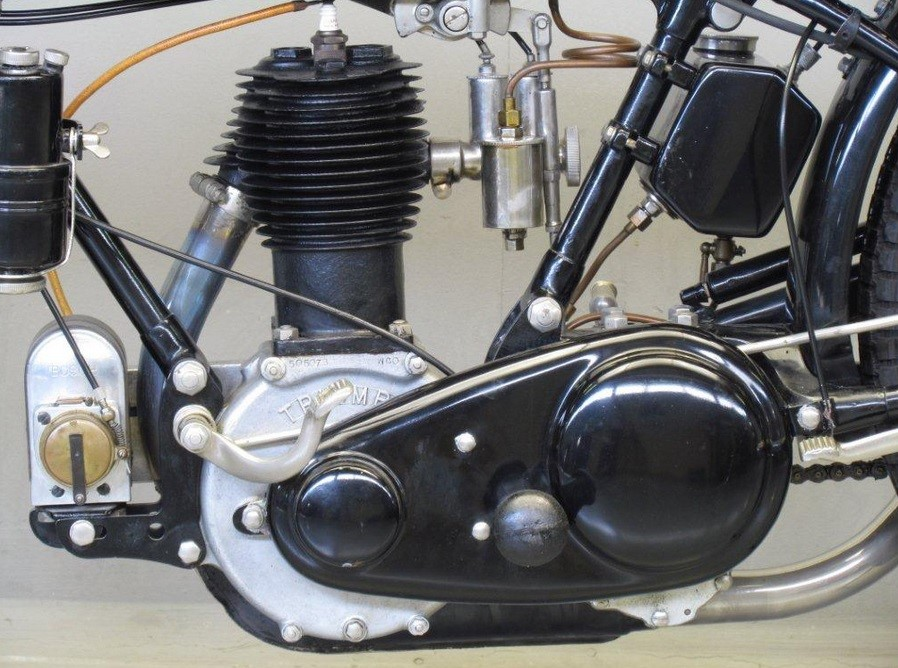
...daarom moest er een aparte olietank onder het zadel komen. Het kleine pedaaltje rechts verving het handpompje op de tank.

## Technische gegevens
| Triumph Model          | N                                   | NP                                  | N De Luxe                           | NL                                  |
| ---------------------- | ----------------------------------- | ----------------------------------- | ----------------------------------- | ----------------------------------- |
| Periode                | 1927                                | 1928                                | 1928-1929                           | 1929                                |
| Categorie              | Toer/zijspantrekker                 | Toer/zijspantrekker                 | Toer/zijspantrekker                 | Toer/zijspantrekker                 |
| Motortype              | Zijklepmotor                        | Zijklepmotor                        | Zijklepmotor                        | Zijklepmotor                        |
| Bouwwijze              | Dwarsgeplaatste staande eencilinder | Dwarsgeplaatste staande eencilinder | Dwarsgeplaatste staande eencilinder | Dwarsgeplaatste staande eencilinder |
| Koeling                | Lucht                               | Lucht                               | Lucht                               | Lucht                               |
| Boring                 | 84 mm                               | 84 mm                               | 84 mm                               | 84 mm                               |
| Slag                   | 89 mm                               | 89 mm                               | 89 mm                               | 89 mm                               |
| Cilinderinhoud         | 493,2 cc                            | 493,2 cc                            | 493,2 cc                            | 493,2 cc                            |
| Carburateur(s)         | Triumph twin barrel-carburateur     | Triumph twin barrel-carburateur     | Triumph twin barrel-carburateur     | Triumph twin barrel-carburateur     |
| Smeersysteem           | Total loss                          | Total loss                          | Total loss                          | Total loss                          |
| Compressieverhouding   | 4,1 :1                              | 4,1 :1                              | 4,5:1                               | 4,5:1                               |
| Topsnelheid            | ca. 87 km/uur                       | ca. 87 km/uur                       | ca. 87 km/uur                       | ca. 87 km/uur                       |
| Primaire aandrijving   | Ketting                             | Ketting                             | Ketting                             | Ketting                             |
| Koppeling              | Meervoudige natte plaat             | Meervoudige natte plaat             | Meervoudige natte plaat             | Meervoudige natte plaat             |
| Versnellingen          | 3                                   | 3                                   | 3                                   | 3                                   |
| Secundaire aandrijving | Ketting                             | Ketting                             | Ketting                             | Ketting                             |
| Rijwielgedeelte        | Open brugframe                      | Open brugframe                      | Open brugframe                      | Open brugframe                      |
| Voorvork               | Webbvork                            | Webbvork                            | Webbvork                            | Webbvork                            |
| Achtervork             | Star                                | Star                                | Star                                | Star                                |
| Remmen                 | Trommelremmen                       | Trommelremmen                       | Trommelremmen                       | Trommelremmen                       |
| Tankinhoud             | 8 liter benzine, 1,1 liter olie     | 8 liter benzine, 1,1 liter olie     | 11,4 liter benzine                  | 11,4 liter benzine                  |